# Turcoraphidia acerba
Turcoraphidia acerba is een kameelhalsvliegensoort uit de familie van de Raphidiidae. De soort komt voor in Turkije en Armenië.
Turcoraphidia acerba werd voor het eerst wetenschappelijk beschreven door H. Aspöck & U. Aspöck in 1966.